# Saint-Victor-en-Marche
Saint-Victor-en-Marche – miejscowość i gmina we Francji, w regionie Nowa Akwitania, w departamencie Creuse.
Według danych na rok 1990 gminę zamieszkiwało 297 osób, a gęstość zaludnienia wynosiła 18 osób/km² (wśród 747 gmin Limousin Saint-Victor-en-Marche plasuje się na 357. miejscu pod względem liczby ludności, natomiast pod względem powierzchni na miejscu 410.).